# Горан Брегович
Го̀ран Брѐгович (на сърбохърватски: Горан Бреговић, Goran Bregović) е музикант и композитор от Босна и Херцеговина, известен със своята филмова музика и един от най-разпознавяемите музиканти от Балканския регион.

## Биография
Роден е на 22 март 1950 г. в Сараево. Майка му е сръбкиня, а баща му – хърватин. В детството си Горан не показва голяма склонност към музиката. Във втори клас е изхвърлен от музикалната школа (курса по цигулка), поради това, че е мързелив и няма талант. Когато майка му, в началото на шейсетте години, му купува китара, той взема първоначални уроци от Едо, братът на известния сценарист Абдулах Сидран.
Основава първия, безименен състав в осми клас на основното училище. Иска да се запише в художествена гимназия, но майка му се бои, че там се записват само хомосексуални и настоява да се ориентира към транспортния техникум. Горан се съгласява при условие, че ще му позволи да си пусне дълга коса. В техникума става басист на група „Изохипси“ (Izohipse), в която не се задържа дълго, както и в самия транспортен техникум. Прехвърля се в гимназията и в група „Бещие“ (Beštije – зверове). Още на шестнайсет годишна възраст започва сам да се издържа, като свири фолк в кръчмата в Кониц, продава вестници и работи по строежите.
От 1967 до 1970 г. е в групата „Кодекси“, с които през 1969 г. изнася концерти в Италия. След това е китарист в ъндърграунд триото „Мица, Горан и Зоран“ (Mica, Goran i Zoran) (1971), а от 1972 до 1974 е ръководител на състава „Ютро“ (Jutro – утро).
През 1974 Горан сформира и своята група „Биело дугме“ (Bijelo dugme – бяло копче). Композитор и китарист („избрах китарата, защото момичетата си падат най-много по китаристи“), той признава своята непреходна любов към рокендрола: „По това време рокът имаше най-съществена роля в нашия живот. Това беше единственият начин, по който гласът ни можеше да се чуе и на всеослушание да изразим недоволството си, без да рискуваме да бъдем арестувани (или нещо подобно)“.
След гимназията Горан Брегович следва философия и социология и сигурно е щял да стане учител по основи на комунизма, ако не е колосалният успех на първата му плоча „Ако бях бяло копче“ (Kad bi' bio bijelo dugme) (1974).
С „Бьело дугме“ владее сцените в бивша Югославия цели 15 години – от 1974 до 1989 г., поставя всички възможни дискографски рекорди и налага рокендрола като начин на живот на поколения свои последователи. Петнадесетте години работа с „Бьело дугме“ са белязани с дълги турнета и безкрайни давания на автографи, защото Горан става идол за младежта в Източна Европа, но накрая това го изморява и отегчава.
Дискография на Горан Брегович с „Биело дугме“:
- „Биело дугме“: „Ако бях бяло копче“ (Kad bi' bio bijelo dugme) (1974)
- „Биело дугме“: „Какво би дал да си на мое място“ (Šta bi dao da si na mom mjestu) (1975)
- Горан Брегович (PGP RTB, 1976)
- „Биело дугме“: „Ето! Много искам!“ (Eto! Baš hoću!) (1976)
- „Биело дугме“: „Концерт край Хайдушката чешма“ (Koncert kod Hajdučke česme) (1977)
- „Биело дугме“: „Бродяга и принцеса“ (Bitanga i princeza) (1979)
- „Биело дугме“: „Да доживееш до 100“ (Doživjeti stotu) (1980)
- „Биело дугме“: „5 април 1981“ (1981, концерт)
- „Биело дугме“: „Приспивна песен за Радмила М“ (Uspavanka za Radmila M.) (1983)
- „Биело дугме“: „Косовска девойка“ (Kosovska djevojka) (1984)
- „Биело дугме“: „Плюй и запей, моя Югославийо“ (Pljuni i zapjevaj moja Jugoslavijo) (1986)
- „Биело дугме“: „Мрамор камък и желязо“ (Mramor kamen i željezo, Jugoton, 1986, концерт)
- „Биело дугме“: Чирибирибела (Ciribiribela) (1986)
- Ратимир Боршич Рача (Ratimir Boršić Rača) и „Биело дугме“: „А милицията тренира строгост“ (A milicija trenira strogoću) (1983)

От 1980 г. Горан Брегович има успех и като продуцент. От 1989 г. се посвещава на изпълнение на собствени композиции и се отдава на нов тип естрадна кариера.
На 12 юни 2008 пада от череша и чупи прешлен на гръбнака. Злополуката не е трагична и месец по-късно той се връща на сцената за два концерта в Ню Йорк, с които се открива голямо, 40-дневно турне през лятото на 2008 година.

## Творчество

### Филмова музика
Върху основата на рокаджийската чувствителност, Горан Брегович винаги е бил отворен към всички други влияния и един от първите в бивша Югославия експериментира със станалото много по-късно модерно „етно-звучене“.
В края на осемдесетте години Брегович прекратява своите постоянни, за него рутинни, сценични изяви, за да композира музиката за филма на Емир Кустурица „Циганско време“ (Dom za vješanje) и осъществява своята мечта от детството си да живее в малка къща на адриатическия бряг. Войната разбива тази и много други мечти на Горан и той е принуден да изостави всичко и да потърси убежище в Париж. В света на киното навлиза като приятел на Емир Кустурица, а сега е един от най-значителните автори на филмова музика в Европа. Родени и израсли в една и съща среда, в едно и също време, събрали един и същ жизнен опит, Горан Брегович и Емир Кустурица стават тандем, на който не са необходими думи за общуване.
След „Циганско време“ Горан получава зелена светлина да композира оригинална музика за „Аризонска мечта“. Тази музика живее, диша с филма, слушателят я преживява изключително дълбоко. Според Горан Брегович „Едно от най-големите достойнства на филмите на Емир е, че в тях животът е показан точно такъв, какъвто е, без лустро, изпълнен с неочаквани промени и случки. Това негово несъвършенство и неорганизираност исках да запазя преди всичко в музикалния израз. Дори песните, които записах с Иги, са много „сурови“. Тук е само неговия глас, а зад него – циганския духов оркестър, който свири на стари инструменти от преди войната и на биволски рогове. Това е твърде просто, наистина.“ Това, което Горан не казва е, че това вероятно е една от най-добрите интерпретации на Иги Поп през последните 10 години и че такава явна семплост притежават само хора на изкуството с изключителен талант.
Патрис Шеро му поверява музиката за филма „Кралица Марго“, филм, който получава наградата на журито на Филмовия фестивал в Кан през 1994 г. Горан композира величествена творба с акценти и елементи от рока.
Музиката за филма на Емир Кустурица „Ъндърграунд“ (Underground), спечелил Златна палма на Филмовия фестивла в Кан през 1995 г., също е написана от Горан Брегович.
През 1998 г. Горан Брегович композира очарователна музика с аромат на клетцмер за филма „Жизнен път“ (Train de vie) на режисьора Раду Михаеляну, от която критиците във Венеция, Сао Паулу и Берлин са въодушевени, както и публиката, навсякъде, където е показван този филм.
По-важните филми, към които Горан Брегович написва музика, са:
- 1977 „Облакът на пеперудата“ (Leptirov oblak), реж. Здравко Рандич (Zdravko Randić)
- 1979 „Лични работи“ (Lične stvari), реж. Александар Мандич (Aleksandar Mandić)
- 1989 „Циганско време“ (Dom za vješanje), реж. Емир Кустурица
- 1989 „Кудуз“ (Kuduz), реж. Адемир Кенович (Ademir Kenović)
- 1990 „Безшумен барут“ (Gluvi barut), реж. Бато Ченгич (Bato Čengić)
- 1991 „Чаруга“ (Čaruga), реж. Райко Гърлич (Rajko Grlić)
- 1991 „Момиче“ (Mala), реж. Предраг Антониевич (Predrag Antonijević)
- 1993 „Аризонска мечта“ (Arizona dream), реж. Емир Кустурица
- 1995 „Ъндърграунд“ (Underground), реж. Емир Кустурица
- 1998 „Жизнен път“ (Train de Vie), реж. Раду Михаеляну
- 1999 „Тувалу“ (Tuvalu), реж. Вайт Хелмер (Veit Helmer)
- 2000 „27 откраднати целувки“ (27 Missing Kisses), реж. Нана Джорджадзе
- 2000 „Ясно ли е, приятелю?“ (Je li jasno, prijatelju?), реж. Деян Ачимович (Dejan Aćimović)
- 2002 „Музика за сватби и погребения“ (Musik For Bryllup og Begravelser), Норвегия, реж. Уни Страуме (Unni Straume)

### Театрална музика
„Тишина на Балканите“ (Silence of the Balkans) е твърде амбициозен мултимедиен проект, осъществен в Солун през 1997 г. Режисьор е словенецът Томаж Пандур, а видеофилмът е създаден от Борис Милкович.
След това следва сътрудничество с Театро Стабиле от Триест, за когото пише сценична музика за съвсем необикновено режисираната постановка на „Хамлет“. Горан Брегович започва да изпитва наслада от композирането на сценична музика. По-късно Горан Брегович сътрудничи с италианския театрален режисьор Марко Байлани за когото, по поръчка на фестивала Новеченто в Палермо пише музика за „Детския кръстоносен поход“, проект, реализиран през ноември 1999 г. После отново следва важен тригодишен проект с режисьора Томаж Пандур. Брегович написва музикален триптих за сценичната постановка на „Божествена комедия“ от Данте Алигиери. Първата част, „Ад“, е изпълнена на 20 януари 2001 г. в театъра „Талия“ в Хамбург.

### Изпълнения на живо
Повече от десет години, след като Горан Брегович изоставя чистия рок през 1985 г., музиката му не се изпълнява на живо. Обрат настъпва през 1995 г., когато с оркестър от музиканти – изпълнители на народна музика, хор от 50 певци и симфоничен оркестър – осъществява редица концерти в Гърция и Швеция, след който следва концертът на 26 октомври същата година в Националния парк в Брюксел пред 7500 слушатели.
Броят на такива опити през 1996 г. е малък, защото идеята със 120 изпълнители на сцената плаши организаторите. През юни 1997 г. групата е намалена на 50 музиканти, които изпълняват двучасов концерт с филмова музика на Горан Брегович. Тази програма му носи успех след успех. С Оркестъра за сватби и погребения (Orkestar za svadbe i sahrane) триумфално изнася концерти из цяла Европа, като изпълнява на живо своите най-хубави композиции: от славната „Еделези“ (Edelezi) (от филма „Циганско време), до „Във вагона на смъртта“ (In the death car – U kolima smrti) (от филма „Аризонска мечта“), както и песента, пълна с енергия, „Калашников“ (Kalašnjikov) (от филма „Ъндърграунд“), довеждайки аудиторията до делириум, така че от публиката се чува силно: „атака“ и „огън!“. Брой на посетителите на един концерт е между 3500 и 10 000. А концертът на 1 май 1997 г. на площад Сан Джовани в Рим пред 500 000 души потвърждава, че и до днес музиката на Горан Брегович е важно събитие в международен план.
Горан Брегович продължава кариерата си и някогашната млада рок-звезда от 70-те и 80-те се утвърждава като успешен композитор с международна репутация.

### Музикално сътрудничество
Горан Брегович си сътрудничи с известни изпълнители от различни култури. Сред тях са изпълнители като: Иги Поп („Аризонска мечта“, 1993), Офра Хаза („Кралица Марго“, 1994), Сезария Евора („Ъндърграунд“, 1995), Сезан Аксу от Турция, Йоргос Даларас от Гърция, Кая и Крис от Полша.

### Специални проекти
Джовани Ферети от легендарната италианска група CSI и художествен директор на проявата „Болоня 2000“ (Bologna 2000), моли Горан Брегович да бъде музикален посланик на православните страни за нощната фиеста на 27 юни 2000 г. Горан Брегович създава цикъл, който нарича „Горещи балкански корени“ (Vreli balkanski koreni) и кани 3 духови оркестъра – по един от България, Румъния и Сърбия, и женска вокална група от Русия. Гвоздей на програмата стават изпълненията на Горан Брегович и CSI и цялата фиеста е повторена на 29 юни 2000 г. в престижната римска зала Нуово Аудиторио.
За начало на лятното турне през 2000 г. в Италия Горан Брегович създава „Голяма сватба в Палермо“ (A Big Wedding in Palermo) за честването на деня на Св. Розалия, 14 юли. Художествени ръководители на този концерт са прочутият музиколог и композитор от Неапол Роберто де Симоне и Горан Брегович. За тази изключителна сценичната проява Горан Брегович събира изпълнители от страните, които нарича „музикални пасища“ от Будапеща до Истанбул. Под музиката на Горан Брегович из видеофилма на белградския режисьор Борис Милкович и под хореографията на талантливия румънски хореограф Едвард Клуг, танцуват словенски и гръцки танцьори. Отново кани духови оркестри („сватбата не е сватба без духов оркестър“), за да доведат 80 младоженки и младоженци от две различни страни на хубавия град Палермо на централния площад, където в ранните часове на деня ги посрещат професионалните танцьори на Едвард Клуг и „Оркестъра за сватби и погребения“ на Горан Брегович за дълъг финален сватбен танц.
След четири месеца, изпълнени с турнета из Европа (от май до август 2000 г.) и турне във Франция през октомври 2000 г., Горан Брегович започва работа над филм с работно заглавие „Сватбарски и погребални истории от Балканите“ (Svadbarske i pogrebne priče sa Balkana). Негови любими музиканти, почти приятели след дългогодишно сътрудничество, произлизащи от различни краища на Балканите, разказват някакви свои истории пред камера. Музиката, която съпровожда техните пестеливи думи е записана на едноименния диск.
През декември 2000 г. Горан Брегович събира три певчески звезди от три религии – Амина, Дана Интернейшнъл (Dana International) и Васка Янковска, с православен мъжки хор от Белград, струнен (католически) оркестър от Познан, Полша и своя „Оркестъра за сватби и погребения“ за концерт във Вила Пиколомини в Рим, наречен „Амин, концерт на помирението“ (Amen, a concert for reconciliation) който се излъчва в началото на 2001 г. по италианската телевизия (RAI).
През юни 2002 г. Горан Брегович отново събира три звезди от три религии заедно с православен хор от Москва, струнна секция от Тетуан, Мароко и неговия „Оркестъра за сватби и погребения“, за специалния проект, наречен „Толерантно сърце“ (Tolerant Heart) в базиликата Св. Денис (St. Denis) край Париж. Същият проект е представен през юли 2002 г. и в Академия ди Санта Чечилия в Рим, по покана на Лучано Берио. Следва концерт в Дуомо ди Милано.
След турнета из Европа и Южна Америка през цялата 2002 г. и четири триумфални концерта през ноември 2002 в Париж, два от които в театъра на Шанз Елизе, Горан Брегович започва да работи върху следващия си проект: „Кармен на Брегович с хепи енд“ (Bregović's Carmen with a Happy End), първата Кармен с балкански акцент. Това е комбинация от фалшив документален филм в сътрудничество с филмовия режисьор Милош Радович (Miloš Radović), и наивистичен театър с музика на живо. Премиерата е през май 2003 г. в Италия.
През 2002 г. Горан Брегович е главен герой и композитор във филма на режисьорката Unni Straume (Норвегия) „Музика за сватби и погребения“ (Musik For Bryllup og Begravelser).
През 2003 следват още прояви на Горан Брегович: турнета с „Кармен“, концерти в Скандинавия, Франция, Румъния, Испания, изпълнение на „Толерантно сърце“ на фестивала на религиозната музика във Фез, Мароко, участия на летни фестивали в Европа. Печели аржентинската награда за най-добър чуждестранен творец.
Горан Брегович е имал четири големи концерта и няколко по-малки в България.
Първият му голям концерт е в Панаирното градче в Пловдив през 1999 г., следва един на стадион „Васил Левски“ в София, още един в Пловдив – в амфитеатъра. Последният му концерт е в НДК през 2003 г. И страхотен летен концерт в Бургас на стадион Черноморец. Гостувал е по покана на частни лица за малки концерти с духовия оркестър. Винаги използва български певици. От времето на Underground работи със сестрите Людмила Радкова и Даниела Радкова. При него през годините са пели Снежана Борисова и Лидия Дакова. И четирите българки са участвали в ансамбъла „Филип Кутев“, а мнозина специалисти смятат, че успехите на музиката на Горан Брегович се дължат в немалка степен и на техните гласове.
За Горан Брегович и неговия „Оркестър за сватби и погребения“ Архив на оригинала от 2004-04-09 в Wayback Machine.:
С балкански корени, откъдето произлиза, с идеи, обърнати към 21 век, към който се е отправила с пълна сила, музиката на Горан Брегович обединява звуците на циганските духови инструменти и българската традиционна полифония, звуците на китара и традиционните ударни инструменти с интересен рок акцент – и всичко това под акомпанимента на разбушувалите се звуци на струнните инструменти и дълбоката сонорност на мъжкия хор, създавайки музика, която нашата душа инстинктивно познава, а тялото приема като непреодолим позив за танц.